# Dimorphandra unijuga
Dimorphandra unijuga là một loài thực vật có hoa trong họ Đậu. Loài này được Tul. miêu tả khoa học đầu tiên.